# Münsingen (Zwitserland)
Münsingen (Bernduits: Münsige; Frans (verouderd): Munisenges) is een gemeente en plaats in het Zwitserse kanton Bern, en maakt deel uit van het district Bern-Mittelland.
Münsingen telt 11.651 inwoners.

## Externe link

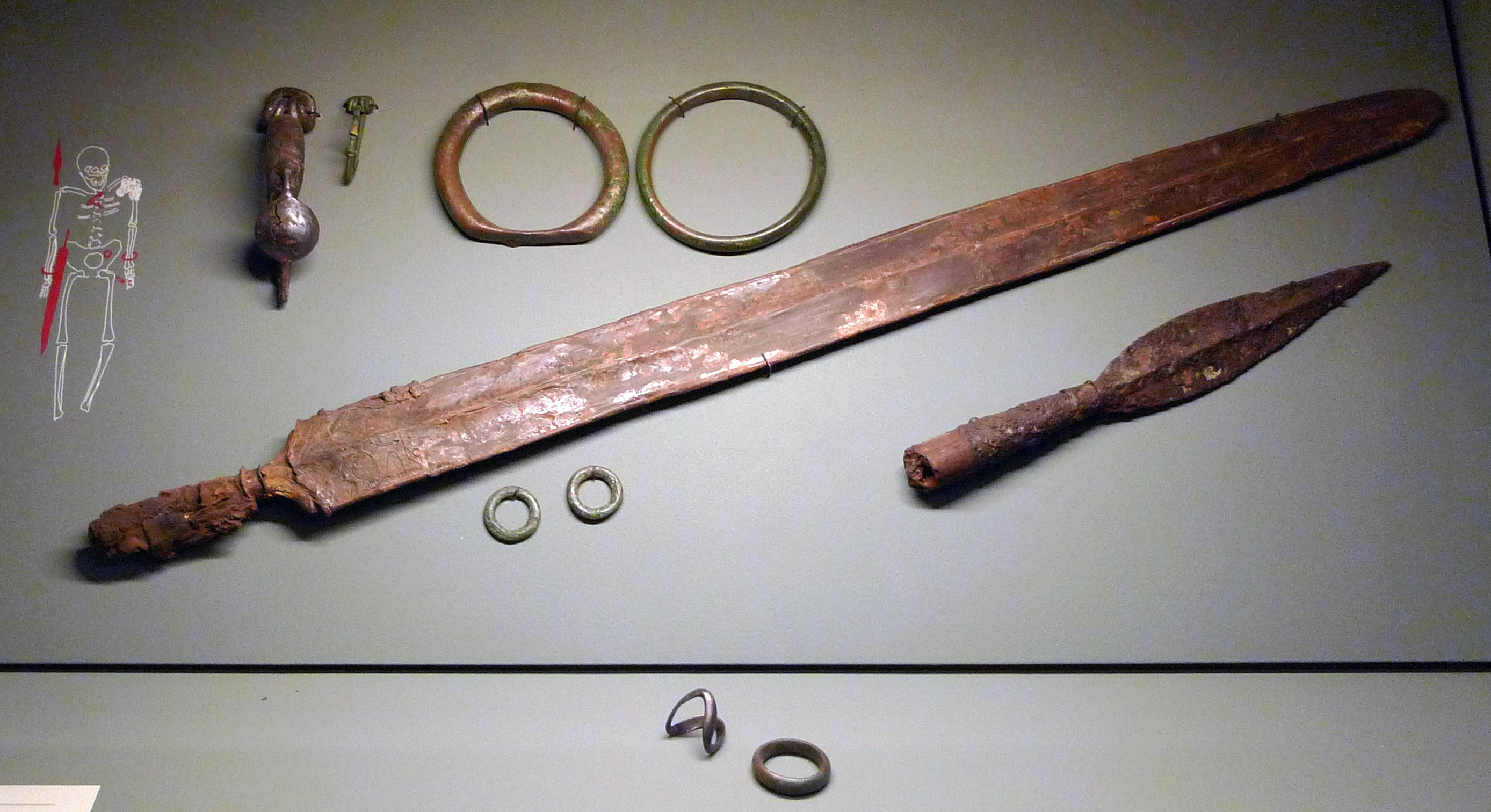
Grafgiften van een man in graf 138 op het Keltisch grafveld Münsingen-Rain bij Münsingen

## Geboren
- Roman Bürki (1990), voetballer
- Michael Frey (1994), voetballer